# إدوارد موت مور
إدوارد موت مور (بالإنجليزية: Edward Mott Moore)‏ هو جراح أمريكي، ولد في 1814 في راهواي في الولايات المتحدة، وتوفي في 1902.